# Хольгер Драхман
Гольгер Генрік Херхольдт Драхман (дан. Holger Henrik Herholdt Drachmann; 9 жовтня 1846, Копенгаген — 14 грудня 1908, Хорнбек) — видатний данський письменник.
Народився 9 жовтня 1846 року в Копенгагені, син флотського лікаря. У ранні роки у нього проявилася любов до моря і пристрасть до подорожей. Самостійне життя почав як художник-мариніст; його імпресіоністські картини — морські пейзажі; пристрасну любов до морської стихії він зберіг на все життя. У 1870 році посилав з Лондона нариси про данський живопис. Обертаючись в англійських робітничих колах і в середовищі французьких комунарів, Драхман захопився революційними ідеями, про що свідчать вірші: «Англійські соціалісти», «Король Моб», «На рівнині Сатар».(1872). Потім були збірки «Вірші» (Digte, 1872) і «Приглушені мелодії» (Dæmpede melodier, 1875).
1883 року, в книзі «Skygge Bilder» (Силуети), Драхман відкрито пориває з модернізмом в мистецтві, розумовою течією в Данії, очолюваною Брандесом, і намагається створити особливий рух, заснований на ідеї патріархального націоналізму; його творчість того часу перейнято національним пафосом. Однак у 1890-х роках намічається новий відхід Драхмана від сучасного суспільства, що виразився в ігноруванні існуючих моральних норм: образ жінки-спокусниці (куртизанка Шейтан в «Турецькому Рококо», Сулеймен в «Книзі пісень» і шантани співачка Едіт в романі «Forskrevet») стає у Драхмана центральним; поет віддається культу хтивості та істеричних екстазів; «Сп'яніння і війна» прославляються як благодійні сили життя.
Різноманітна в жанровому відношенні творчість Драхмана налічує більше 60 томів. Серед його найбільш значних творів — «По той бік кордону» (Derovre fra grænsen, 1877), замальовки з кордону Шлезвига; «На віру і чесне слово моряка» (дан. Paa sømands tro og love, 1878); поетичні казки «Принцеса і половина королівства» (дан. Prinsessen og det halve kongerige, 1878) і «Це було одного разу» (дан. Det var en gang, 1877).
Драхман — один з найвеличніших ліричних поетів Данії. Як прозаїк і драматичний письменник він слабкіше; його романи і драми цінні лише остільки, оскільки насичені ліризмом. Їхній світ — романтично сприйняте середньовіччя.
Помер 14 січня 1908 року у місті Хорнбек, Данія.